# Gradiščanska
Gradiščanska (nemško Burgenland, hrvaško Gradišće, gradiščansko: Gradišće, prekmursko: Gradišče, madžarsko Várvidék, slovaško/češko Hradsko) je zvezna dežela Avstrije, ki se razprostira ob celotni meji z Madžarsko, meji še na Štajersko in Spodnjo Avstrijo, na skrajnih koncih pa se dotika Slovenije (Prekmurja oz. Goričkega) na jugu in Slovaške na severu. 
Glavno mesto dežele je Železno (nemško Eisenstadt). Poleg njega je mesto s posebnim statutom tudi Rust ob Nežiderskem jezeru, ki je najpomembnejša naravna znamenitost Gradiščanske in naravni park.
Po številu prebivalstva je najmanjša avstrijska dežela, po površini tretja najmanjša (za Dunajem in Predarlškim), po narodnostni sestavi pa najpestrejša, saj je bila prej del Ogrske (Translajtanija), po prvi svetovni vojni pa zaradi večinskega nemškojezičnega prebivalstva po Trianonski pogodbi priključena Avstrijski republiki, vendar brez svojega naravnega središča Šoprona, saj je ta po plebiscitu, ki je sledil, ostal na Madžarskem, zaradi česar Gradiščanska nima nobenega večjega mesta (z več kot okoli 15.000 prebivalci), ozemlje dežele, ki že sicer ni široko, pa je v tem predelu tako ozko, da jo izrazito deli na severni in južni del, ki sta po njenem ozemlju prometno slabo povezana.
Najpomembnejša narodna manjšina na Gradiščanskem so Gradiščanski Hrvati, ki govorijo posebno narečje, gradiščanščino. V južnem delu dežele, ki se dotika Goričkega, je tudi nekaj naselij s slovenskimi (prekmurskimi) imeni.

## Administrativne enote
Gradiščansko sestavlja 9 okrajev, 2 statutarni mesti in 7 podeželskih okrajev. Od severa proti jugu:

### Statutarna mesta
- Železno (Eisenstadt)
- Rust

### Podeželski okraji
- Neusiedl am See
- Eisenstadt-Umgebung
- Mattersburg
- Oberpullendorf
- Oberwart
- Güssing
- Jennersdorf